# 小猪宝贝
是一部1995年的澳大利亚影片，讲述一头梦想成为牧羊犬的小猪的故事。电影中的动物角色的表演是由真实的活体动物和模型联合完成的。本片根据Dick King-Smith的小说《牧羊猪》改编。
该片在烂番茄网站上获得了高达97%的正面评价。在2006年被美国电影协会选为AFI百年百大励志电影之一。票房上也有不俗的表现，全球票房超过2亿5千万美元。1998年又推出了续集《我很乖因為我要出國》。